# Незначительные подробности случайного эпизода
«Незначительные подробности случайного эпизода» — российский короткометражный фильм 2011 года, лауреат конкурса «Короткий метр» фестиваля «Кинотавр-2011» и обладатель гран-при международного кинофестиваля в Шанхае (программа Mobile SIFF).

## Сюжет
Два поезда дальнего следования останавливаются на перегоне друг напротив друга из-за неисправности на путях. Мужчина из своего купе видит в окне другого поезда девушку, которая, дразня его, на секунду обнажает свою грудь, однако составы не разъезжаются, а так и продолжают стоять. Все ждут отправки с минуты на минуту, но она откладывается сначала на несколько часов, потом на дни, потом проходят годы. Мужчина время от времени порывается выйти из поезда и познакомиться с девушкой, однако не делает этого, опасаясь не успеть на поезд в случае внезапной отправки.
Между тем, жизнь в составах идёт своим чередом. У девушки, которая едет с родителями, умирает отец, затем мать, затем любимый кот; ей оказывает знаки внимания проводник, но она не отвечает ему взаимностью. Мужчина женится на официантке из вагона-ресторана, у них рождается много детей, однако со временем жена с детьми уходит от него. В какой-то момент герой решается и открывает окно своего купе, то же делает и девушка напротив. Они заговаривают друг с другом, но в этот момент поезд трогается и стремительно набирает ход, так что их встрече не суждено произойти.

## В ролях
| Актёр             | Роль              |
| ----------------- | ----------------- |
| Кирилл Кяро       | Он                |
| Мириам Сехон      | Она               |
| Елена Анисимова   | мама              |
| Ксения Караева    | буфетчица         |
| Олег Кассин       | проводник         |
| Александр Чутко   | папа              |
| Алексей Крыченков | пожилой проводник |

## Награды и номинации
- 2011 — «Кинотавр-2011», диплом «За неслучайные подробности значительного эпизода»[1]
- 2011 — «Кинотавр-2011», приз жюри Гильдии киноведов и кинокритиков России[1]
- 2011 — «Арткино-2011», главный приз (выбор зрителей)
- 2012 — Шанхайский кинофестиваль-2012, гран-при, короткометражная программа Mobile SIFF
- 2012 — «Золотой абрикос», специальное упоминание жюри